# Fersk gerning
Fersk gerning er et udtryk inden for jura der angiver at en kriminel er opdaget og taget under sin ulovlige gerning eller umiddelbart derefter.
Udtrykket bruges ofte i forbindelse med tyveri hvor politiet anholder tyvene mens de er i færd med at begå indbrud.
I Danmark kan der gennemføres civil anholdelse når en person tages på fersk gerning.
Efter Schengenkonventionen artikel 41 kan et medlemsstats politi fortsætte en igangværende forfølgning af en person "antruffet på fersk gerning" (engelsk, "caught in the act") når denne krydser grænsen til et andet medlemsland.
§ 57 om parlamentarisk immunitet i Grundloven bestemmer at et folketingsmedlem ikke har parlamentarisk immunitet, hvis "han er grebet på fersk gerning".
| Jura | Spire Denne juraartikel er en spire som bør udbygges. Du er velkommen til at hjælpe Wikipedia ved at udvide den. |